# Технический писатель
Технический писатель (англ. technical writer, technical author) — специалист, занимающийся документированием в рамках решения технических задач, в частности разработки программного обеспечения.
Основная задача технического писателя — написание документа, который бы удовлетворял определённым требованиям.
Требования могут определяться как нормативными актами, существующими в отрасли применения продукта, так и различными целями, которые организация-разработчик ставит перед собой. Например, требованием может быть сокращение расходов по сопровождению продукта путём разработки точного и понятного описания или обеспечение документированием процесса разработки для последующего подтверждения соответствия системе качества.
Примеры отраслей, в которых заняты технические писатели:
- разработка аппаратного и программного обеспечения;
- разработка бытовой электротехники и электроники;
- химическая промышленность, аэрокосмическая индустрия, робототехника, биотехнологии и т. д.

## Квалификация
Как правило, технические писатели компетентны как в области языкознания, так и в технической области. Квалифицированный технический писатель умеет создавать, редактировать, иллюстрировать и адаптировать технический материал лаконично и понятно.
Технические писатели также могут специализироваться в конкретных областях, например, электричества, производства, науки или медицины.
В России требования к квалификации технического писателя (специалиста по технической документации в области информационных технологий) определяются профессиональным стандартом 06.019.

## История профессии
На Западе первые упоминания о профессии «технический писатель» (technical writer, technical communicator) встречаются со времён Первой мировой войны, когда разработка технической документации для военных целей стала острой необходимостью. Название должности появилось в США во время Второй мировой войны, хотя только в 1951 году было опубликовано первое объявление с текстом «Требуется технический писатель». Фактически должность «Технический писатель» не добавлялась в Справочник по профессиональной занятости Бюро статистики труда США до 2010 года. В 1940-50-х годах были наняты технические коммуникаторы и писатели для создания документации для военных, часто включающей подробные инструкции по новому вооружению. Другие технические коммуникаторы и писатели были вовлечены в разработку документации для новых технологий, которые были разработаны примерно в это время. По словам американского историка О’Хара, 

Война была важнейшим двигателем научно-технического прогресса. Медицинский корпус армии США боролся с малярией в джунглях Панамы, химический корпус продвигал достижения в области взрывчатых веществ и ядовитых газов (и защиты от них), инженерный корпус Манхэттенского проекта совершил качественный скачок в понимании физики, а Авиационный корпус был пионером в области авиационного дизайна.— 
В РФ в начале 2012 года Ассоциацией предприятий компьютерных и информационных технологий (АП КИТ) утверждён профессиональный стандарт «технический писатель».

## Карьера и перспективы профессии
Технические писатели часто работают в составе группы разработки документации или проектной группе. Как правило, техрайтер создаёт черновик документации и передает его специалистам (супервайзерам), для проверки точности и полноты черновика. Другой техрайтер или редактор может выполнить редактирование черновика, которое включает соответствие стилям, корректность соблюдения грамматических норм и удобочитаемости. В некоторых случаях автор или другие специалисты тестируют черновик среди членов проектной команды, чтобы улучшить удобство использования документа. Окончательное утверждение текста документации обычно происходит после применения чек-листа для проверки качества и единообразия созданного документа.
Для технических писателей не существует стандартной карьерной траектории. Технический писатель может продвинуться по служебной лестнице до руководителя проекта или перейти на должность старшего технического писателя, осуществляя руководство командой технических писателей и редакторов.
Технические писатели могут также при получении соответствующего опыта заниматься такой деятельностью, как анализ качества программного обеспечения или бизнес-анализ. Технический писатель, который становится экспертом в определённой области, может перейти от технического писательства к иным направлениям деятельности в этой области. Технические писатели также могут проводить обучение по технологиям, которые они документируют, включая разработку учебных руководств и электронное обучение; некоторые техрайтеры становятся профессиональными инструкторами и разработчиками учебных материалов. При наличии журналистских навыков технические писатели могут сотрудничать с профильными СМИ в целях дополнительного заработка или улучшения условий своей карьеры.
По оценкам Министерства труда США в апреле 2021 года, занятость технических писателей будет ежегодно расти на 7 процентов с 2019 по 2029 годы, что опережает рост рынка труда в целом. Возможности трудоустройства, особенно для соискателей с техническими навыками, в этот период будут благоприятными. Федеральное бюро статистики труда США также отметило, что распространение «научно-технических продуктов» и потребность в «поддержке продуктов через Интернет» с помощью технических писателей будет стимулировать рост спроса на последних.
По данным рекрутингового сервиса ZipRecruiter, по состоянию на июнь 2021 года средняя годовая зарплата внештатного технического писателя в США составляла $ 70 191. Профессия входит в список ТОП-50 самых востребованных профессий среднего профессионального образования по версии Минтруда РФ.